# ファオランの冒険
『ファオランの冒険』（ファオランのぼうけん、Wolves of the Beyond）は、アメリカ合衆国の作家キャスリン・ラスキー (Kathryn Lasky) による、オオカミを主題にしたファンタジー小説。フクロウ世界を舞台にした『ガフールの勇者たち』のスピンオフ作品で、全6巻。

## 概要
2011年から2014年にかけて、Scholastic Press社より発行。日本語訳はメディアファクトリーから発行。訳者は中村佐千江、挿絵は有田満弘。
前足に障害を持って生まれたために部族の掟によって捨てられ、ハイイログマに育てられたオオカミの子・ファオランの過酷な運命を描く物語。

## シリーズ一覧
- 第1巻 王となるべき子の誕生 ISBN 978-4840146296
  1. Lone Wolf ISBN 978-0545093118
- 第2巻 運命の「聖ウルフ」選抜競技会 ISBN 978-4840149525
  1.  Shadow Wolf ISBN 978-0545093132
- 第3巻 クマ対オオカミ 戦いの火蓋 ISBN 978-4040666518
  1.  Watch Wolf ISBN 978-0545093156
- 第4巻 仮面をかぶった預言者 ISBN 978-4040662039
  1.  Frost Wolf ISBN 978-0545093170
- 第5巻 旅する仲間たち ISBN 978-4040662039
  1. Spirit Wolf ISBN 978-0545279611
- 最終巻 〈果てなき青み〉へ! ISBN 978-4040673431
  1.  Star Wolf ISBN 978-0545279628

## あらすじ
「炎の石を賭けた大戦」が終結し、フクロウの世界に平和が戻った後。
最果ての地で生まれたオオカミの子・ファオランは、片方の前足の指先が広がっていたために部族の血統を汚す「呪われた子」とみなされ、掟によって川に捨てられてしまうが、ハイイログマのサンダーハートに拾われ、九死に一生を得る。
ファオランは、育ての母であるサンダーハートやオオメンフクロウのグウィネス、骨ウルフのエドメなど、さまざまな生き物たちとの出会いと別れを繰り返しながら、たくましく成長していく。

## 登場キャラクター
ファオラン（Faolan）
主人公。銀色の毛並みをもつオオカミの子。マクダンカン一家に生まれるが、片方の前足の指先が広がっていたために「呪われた子」とみなされ、部族の掟によって川に捨てられてしまう。
育ての母であるハイイログマのサンダーハートやオオメンフクロウのグウィネスなど、さまざまな生き物たちとの出会いと別れを繰り返しながら、たくましく成長していく。
モーラグ（Morag）
ファオランの生みの母。ファオランを含めて3頭の子を産むが、呪われた子を産んだことで群れを追われてしまう。
マクダンカン一家のオオカミだったが、マクドネガル一家の先方隊となり、後にマクナマラ一家のオオカミとなる。
サンダーハート（Thunderheart）
ファオランの育ての母。生まれたばかりの子グマを失ったハイイログマ。川から流されてきたオオカミの子を拾い「ファオラン」（川からの贈り物）と名づける。クマとオオカミという種の違いを超えて、我が子同様に愛情を注いでファオランを育てた。
グウィネス（Gwynneth）
オオメンフクロウのはぐれ鍛冶。前シリーズに登場したはぐれ鍛冶・グインダーの娘。孵化する前に実の母親を亡くし、父親とシロフクロウのはぐれ鍛冶（シルバーベールの女鍛冶）に育てられた。
沼地のサーク（The Sark of the Slough）
どの群れにも属さず、沼地でひとりで暮らす変わり者のメスオオカミ。さまざまな実験をし、炎を扱うことから「魔女」と恐れられているが、それらは合理的思考に基づくもので邪心は全くない。呪われた子を産んで群れを追われたメスオオカミを自分の洞で一時休ませたりもしている。

### マクダンカン一家（MacDuncan clan）
最果ての地をなわばりとする部族の一つ。かつてはマクダンカン一家の出身者しか「聖ウルフ」になれなかった。
ダンカン・マクダンカン（Duncan MacDuncan）
マクダンカン一家の首領。近隣の群れでは最長老。
ファオランに骨ウルフとしての優れた素質を見抜き、彼に聖ウルフの候補として名乗り出ることを薦める。
リアム・マクダンカン（Liam MacDuncan）
ダンカン・マクダンカンの一人息子。ダンカン亡き後、マクダンカン一家の首領となる。
シバーン（Shibaan）
マクダンカン一家の子取り。部族の掟に従い、呪われた子とみなしたファオランを川に捨てた。
感情を押し殺し粛々と務めを果たしてきたが、自らが捨てた呪われた子たちを生涯忘れることはなかった。
マイリー（Mhairie）
若く優秀なメスオオカミ。オオカミの社会になじめないファオランを厳しく叱責するが、彼が無実の罪を着せられた際には、姉のディアリー（Deariea）とともに弁護している。
ディアリー（Dearlea）
マイリーの姉。第六巻からは調べの導者として活躍するが、調べの導者にはそれ以前から憧れていた。
ヒープ（Heep）
生まれつき尾がない骨ウルフ。慇懃無礼な物言いと卑屈な態度から、群れのオオカミたちに軽蔑されている。
自分よりも優れた才能を持っているファオランを妬み、彼に「呪われた子殺し」の濡れ衣を着せるが、サークとグウィネスがファオランの無実を証明したことで、群れを追放された。
キャラクターの原型は、チャールズ・ディケンズの長編小説『デイヴィッド・コパフィールド』に登場するユライア・ヒープ。
ウィスラー（Whistler）
喉に障害を持つ骨ウルフ。押し殺した笛のような声から、「ウィスラー」（口笛吹き）と呼ばれている。
同じ境遇のファオランには好意的に接している。後にファオラン、ヒープとともに聖ウルフの候補者として推挙される。

### マクヒース一家（MacHeath clan）
最果ての地をなわばりとする部族の一つ。立場の弱い者を虐待したり、一族から「聖ウルフ」を出すために幼い子オオカミにわざと障害を負わせる噂があるなど、その評判はすこぶる悪い。クマの王・グリッズのひ孫トビーを誘拐し、クマとオオカミの間に戦争を起こしかけたことで、彼方の地へと追放された。
ダンバー・マクヒース（Dumbar Macheath）
マクヒース一家の首領。エドメの片目をくりぬいたオオカミ。
顔に目から喉にかけて大きな傷がある。
エドメ（Edme）
メスの骨ウルフで片目。聖ウルフのひとりで、群れにいた頃は言葉にできぬほどの凄惨な虐待を受けていた。本物の呪われた子ではなく、生まれた後障害を負わされた。
アキーラ
エドメの母親。ダンバーの顔に傷を付けた。
エアミード（Airmead）
純白のメスオオカミ。マクヒース一家の子取り。マクヒース一家から逃亡する。
ケイトリア
エアミードと共に、マクヒース一家から逃亡し、マクナマラ一家のオオカミとなる。
カグ
泡吹き病にかかったオオカミ。カグの穴と呼ばれるところに閉じ込められ、そこに連れてこられるオオカミの精神を麻痺させる。

## 関連用語
- 呪われた子（malcadh）
  - 障害を持って生まれてきた子オオカミは部族の血統を汚す呪われた子とみなされ、子取りによって捨てられる。ほとんどは餓死するか他の生き物の餌食となるが、奇跡的に生き延びて群れに戻ってきた呪われた子は「骨ウルフ」として迎え入れられる。呪われた子の両親はつがいを解消して群れから永久に追放され、一緒に生まれた兄弟姉妹は群れに戻されて他のオオカミに育てられる。
- 子取り（obea）
  - 呪われた子を捨てる役目を持った者で、子を産めないメスオオカミが務める。どの部族にも必ず1頭は子取りがいる。
- 骨ウルフ（gnaw wolf）
  - 奇跡的に生き延びて群れに戻ってきた呪われた子。骨に彫刻を施して部族の記録を記す役目を持っている。最下級の地位ではあるが、聖なる火山を守る「聖ウルフ」の候補者として扱われる。
- 合意のまなざし
  - 生き物をしとめたオオカミが瀕死の獲物と交わす儀式。命を奪う者が相手の命を価値あるものと認め、敬意と感謝を示す。
- 天の洞
  - オオカミが死後に向かうとされる天上の世界（天国）。クマやフクロウにも同様の場所があり、それぞれ「アースラーナ」、「グローモーラ」と呼ばれる。
- フール（hoole）
  - 古いオオカミの言葉で「フクロウ」を意味する。遥か昔の氷の時代、放浪するオオカミたちを最果ての地へ導いたとされる原初のフクロウの魂の名でもある。
- ウルスカダムス（Urskadamus）
  - 古いクマの罵り言葉。「イカれたクマに呪われろ」という意味。
- マクナマラ一家（MacNamara clan）
  - 最果ての地をなわばりとする部族の一つ。他の部族とは違い、壮年のメスオオカミが首領を務めている。
- オオカミ大典
  - オオカミたちの生活の大部分をつかさどる厳格な掟。狩りの方法や群れの中での序列など、さまざまな規則や罰則が細かく定められている。特にオオカミによる呪われた子殺しは、最も重大な罪とされている。
- 聖ウルフ
  - フールの燃える石がある聖なる火山(モーガン火山、ストームファスト火山、ダンモア火山、フラトガー火山、キール火山)を守っているオオカミたち。
- 彼方の地
  - 掟を破ったオオカミや、悪事を働いたオオカミが送られる地。協調性を忘れた荒くれ者たちの無法地帯となっている。